# Cerkiew św. Dymitra w Tyniowicach
Cerkiew św. Dymitra w Tyniowicach – drewniana cerkiew greckokatolicka, znajdująca się w Tyniowicach.
Cerkiew pochodzi z 1709. Trójdzielna cerkiew o konstrukcji zrębowej posadowiona jest na kamiennej podmurówce. Główne pomieszczenie cerkwi to ośmioboczna nawa, nakryta ośmiopołaciowym dachem namiotowym, zwieńczonym wieżyczką na sygnaturkę. Do nawy przylega od wschodu niższe, trójbocznie zamknięte prezbiterium, nakryte dachem pięciopołaciowym, a od zachodu prostokątny babiniec nakryty dachem sześciopołaciowym.
Cerkiew przechodziła remonty w roku 1779, 1817 i 1934. Podczas drugiego remontu wzniesiono (lub wyremontowano) stojącą obok, drewnianą dzwonnicę. Pierwotnie kryta była gontem, a obecnie pokryta jest blachą.
Od 1947 roku do lat 80. XX wieku cerkiew pełniła funkcję kościoła rzymskokatolickiego. Podczas remontu w latach 70. XX w. zmieniono formę zwieńczenia dachu nad nawą, które otrzymało postać wieżyczki na sygnaturkę i rozebrano dzwonnicę. Obecnie cerkiew służy jako miejsce składowania dekoracji religijnych dla tutejszej parafii. Wewnątrz znaleźć można jeszcze resztki dawnego wyposażenia (część wyposażenia została wywieziona do Składnicy Zabytków Ruchomych w Łańcucie).
Cerkiew zaliczana jest do obiektów Szlaku architektury drewnianej.

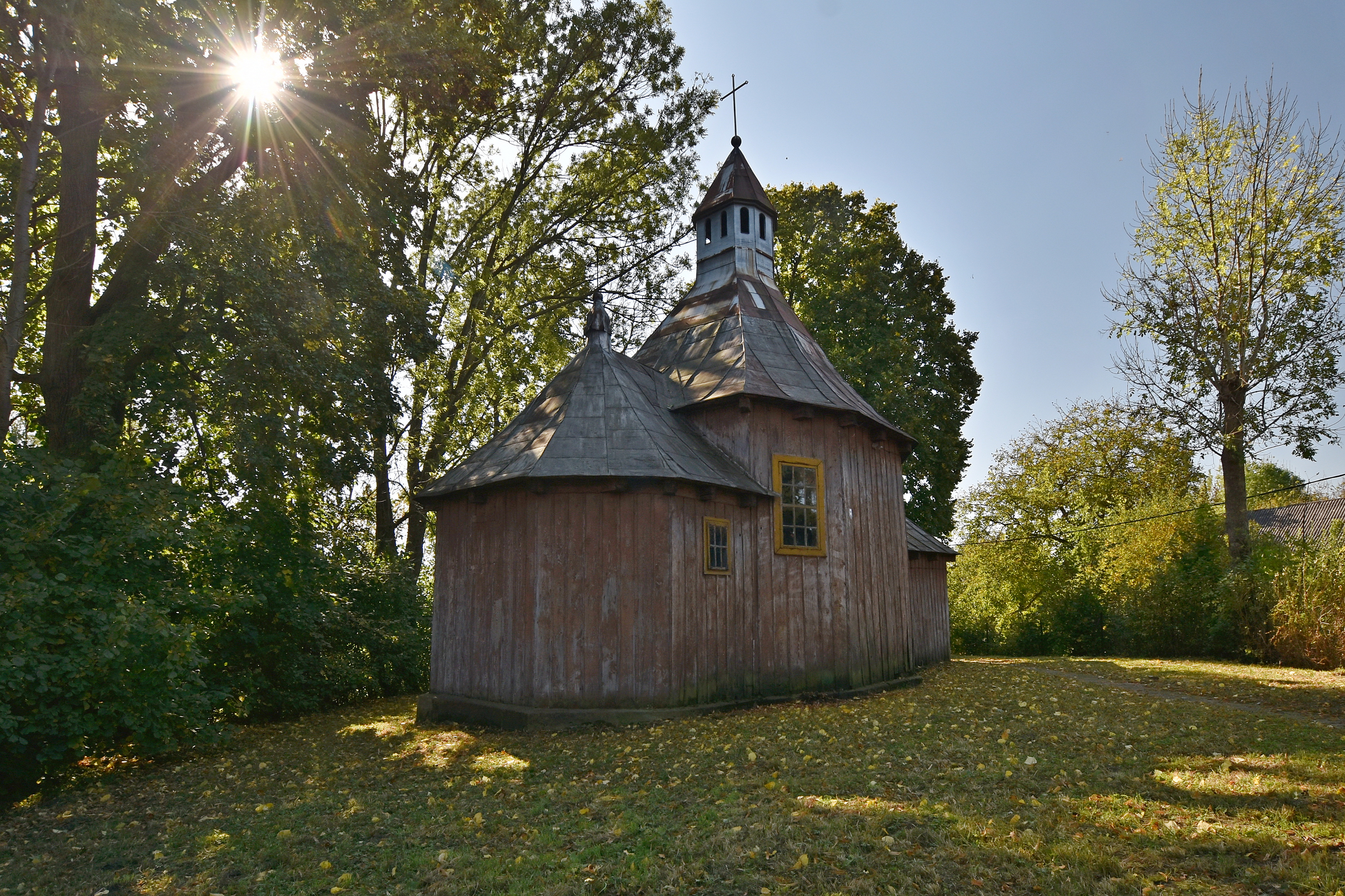
Widok ogólny
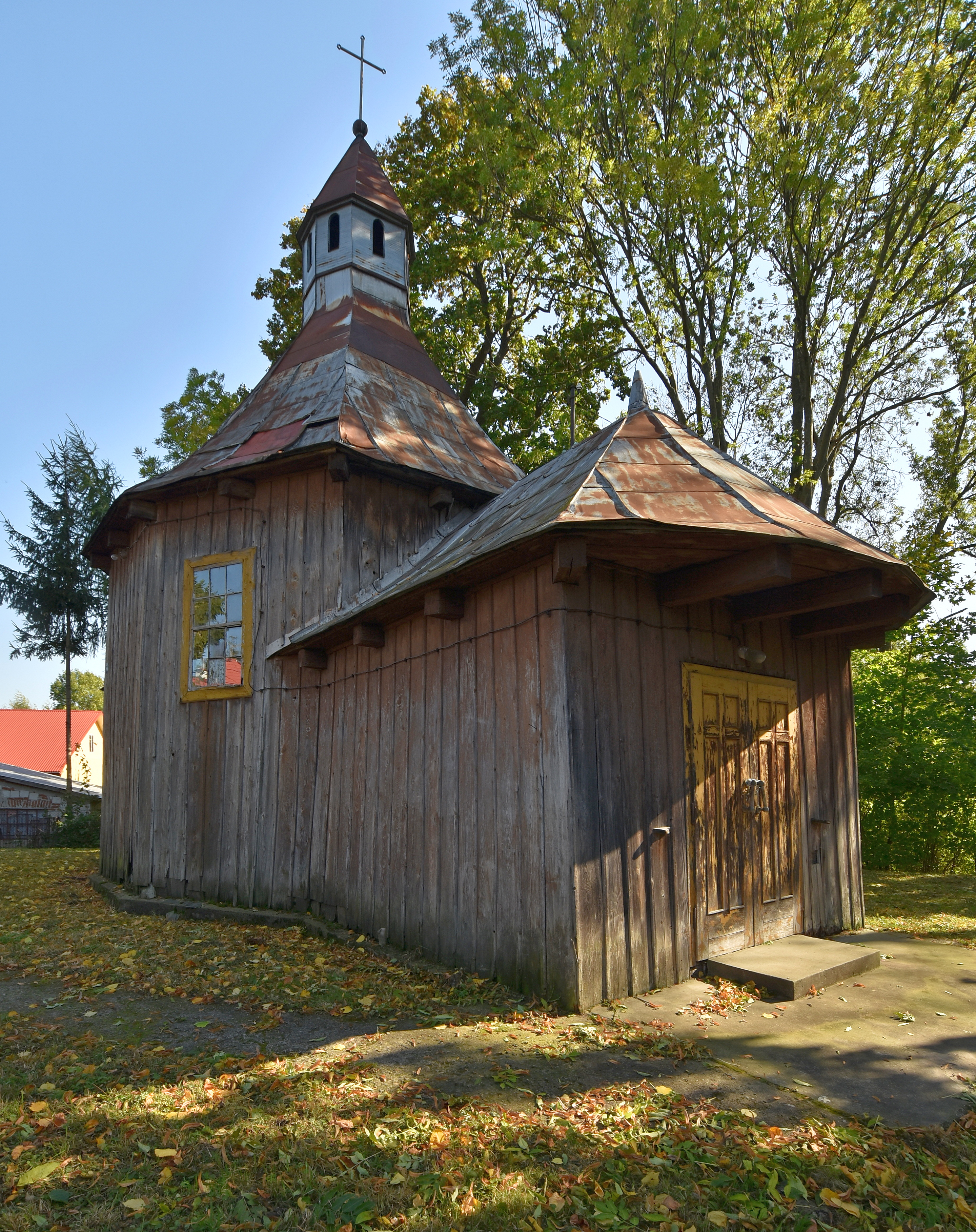
Elewacja boczna
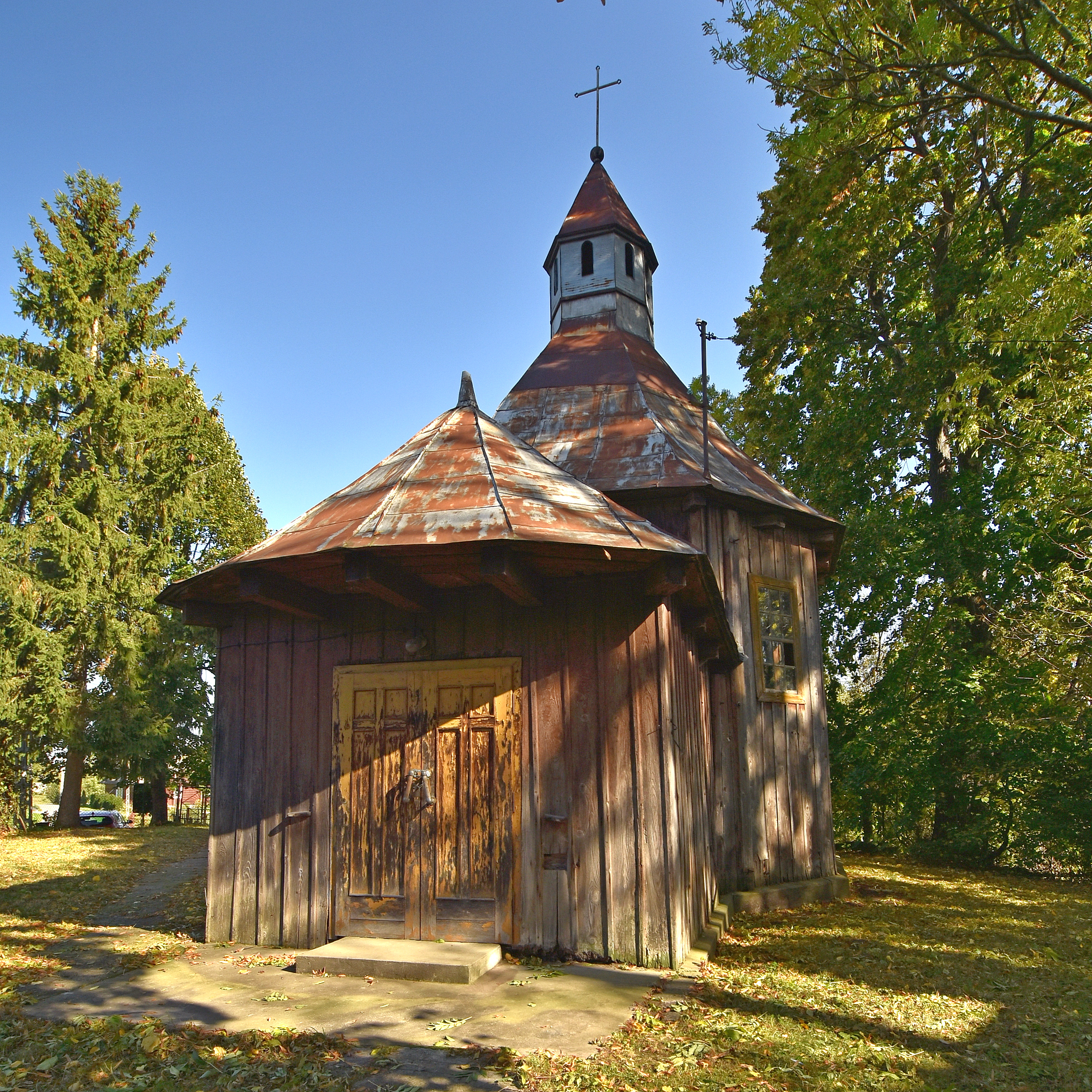
Elewacja frontowa